# 人行道乐队

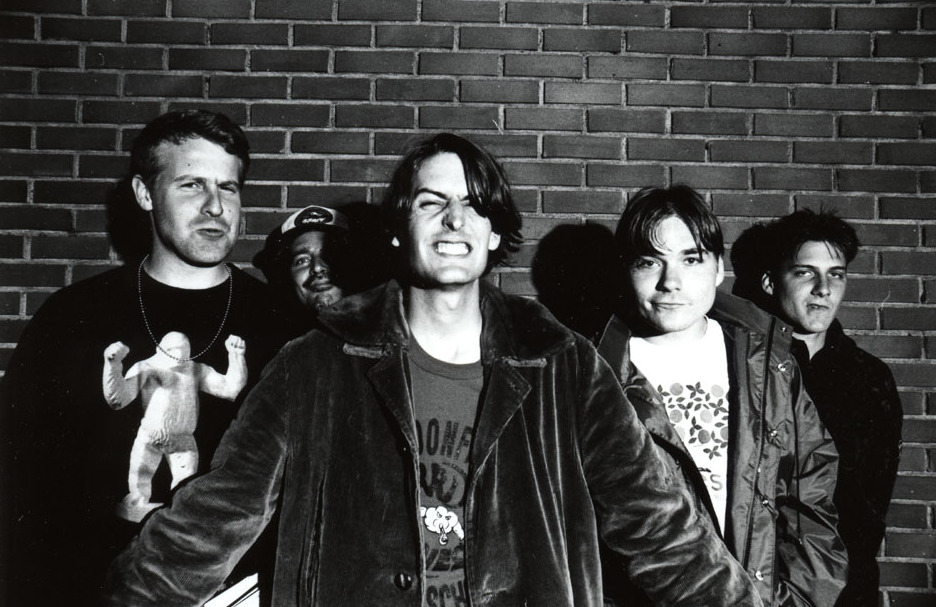

人行道乐队（Pavement），是20世纪90年代的一支美国独立摇滚乐队。虽然他们在商业运作上仅取得温和的成功，但他们有着狂热的追随者。人行道乐团在1989年于加利福尼亚州斯托克顿组建。樂團最主要的成員是史蒂芬·馬克摩斯（主唱╱吉他）、史考特·坎柏格（合聲╱吉它）、馬克·艾柏德（貝斯）、史蒂夫·衛斯特（鼓）、包伯·那斯塔維奇（合聲╱鼓）。
人行道樂團的前身，只能算是一組錄音計劃。史蒂芬·馬克摩斯與史考特·坎柏格，也就是人行道樂團後來最主要的核心成員們，兩人一開始只是想創作一些自己喜愛的歌曲並灌錄至錄音帶中，並沒有想過要參加現場演出以及在各處駐唱，但即使如此，他們最早期的作品仍吸引了一些地下音樂圈內人士的注意。
在他們進化為一組更成熟的樂團後，人行道樂團在他們長達十年的樂團生涯中，總共交出了5張極受好評的錄音室專輯以及9張單曲專輯。他們最後於1999年各自分道揚鑣，而在將近十年後的2010年，他們總算回應了樂迷們的期待，重組樂團並開始巡迴演出。
雖然他們只有一首於1994年所推出的單曲《修剪你的頭髮》真正的打入了主流市場，但他們仍算是非常成功的獨立搖滾樂團。他們並不像其它80年代的前輩們，在成名後，選擇與主流音樂唱片大廠簽約，並發行專輯，他們在整個樂團生涯始終都是透過獨立音樂品牌來發行專輯。外界時常稱他們為「美國獨立搖滾樂最有影響力的樂團之一」。一些知名的音樂評論家像是羅伯特·克里斯特高、史蒂芬·湯瑪士·艾爾文甚至稱他們是「90年代最優秀的樂團」，而他們也是次文化風潮的引領者。

## 历史

### 樂團的起點與首張專輯 Slanted and Enchanted
人行道樂團的前身，也就是由主唱史蒂芬．馬克摩斯與吉他手史考特．坎柏格所組成的錄音室計劃，最初的樂團名稱只使用了兩人名字的縮寫"S.M"或是另一個類似代號的名稱"Spiral Stairs"。
他們所製作的幾首單曲分別名為"Slay Tracks"、"Demolition Plot J-7"、"Prefect Sound Forever"，風格都相當的粗曠隨性，已展現出濃濃的低傳真質感。
這些單曲，他們都是在"Louder Than You Think"這間私人錄音間所灌錄的，而這間錄音室的老闆，則是一名前嬉皮、同時也是後來樂團裡鼓手－蓋瑞．楊（Gary Young）。據蓋瑞當時的說法是，他在聽過了"S.M"所創作的歌曲後，作出了這樣的評論：「這個白癡史蒂芬完完全全是個作曲天才！」
在釋出了首張單曲專輯"Stay Track"之後，一名新進的鼓手傑森·透納（Jason Tuner）加入樂團，也就替換掉了當時還只是充當臨時鼓手的蓋瑞。
但在經過了幾場巡迴演出以及團練後，大家發現主唱史蒂芬與傑森兩人個性天差地遠、相處困難，這最終致使傑森選擇退出樂團，而蓋瑞也回鍋繼續擔任樂團的鼓手一職。
在這個時期，樂團明顯的受到了英國龐克搖滾樂團「The Fall」的影響，樂團吉他手坎柏格在1992年的某次訪談中，也表示他相當欣賞The Replacements（同樣也是注名的美國龐克搖滾樂團）的音樂風格。
但是，The Fall的樂團成員馬克·史密斯卻沒給他們好臉色看。他宣稱人行道樂團「撕毀」了The Fall所創造的音樂風格，還批評人行道樂團的音樂"毫無原創性，根本不知道自己在做什麼"。相較於馬克的不以為然，The Fall裡的其它成員們，卻都給予人行道樂團相當正面的評價。
大概在1992年，人行道樂團已是個完整的樂團了，因為他們又增加了兩名新團員，貝斯手馬克·艾柏德（他本來是樂團"最資深"的歌迷）以及另一位鼓手包伯·那斯塔維奇來協助蓋瑞，增加鼓點的繁複性。
他們的首張錄音室專輯Slanted and Enchanted，先是以傳統錄音帶的形式在地下音樂圈流傳了將近一年後，才正式於市面上發售。而同年，他們也釋出了新的單曲專輯Watery Domestic，此張專輯被形容是他們樂團在前期與後期的音樂風格裡，較為平衡的一張。
乐队在1999年于伦敦Brixton Academy的告别演唱会后解散。不过近年有复合的传闻。

### 鼓手蓋瑞·揚的離團與第二張專輯Crooked Rain, Crooked Rain
在首張專輯Slanted and Enchanted發表後的幾個月內，人行道樂團開始他們正式成軍後的首次巡迴演出，但是樂團鼓手蓋瑞那脫序的怪異行徑讓團員們都感到非常頭痛。
他在樂團演出時不但向觀眾扔擲爛掉的馬玲薯、垃圾之外，還會在舞台上灑錢、四處亂跑、表演倒立，甚至在登場演出前喝個爛醉，導致在演出途中失去意識，每每癱軟在他的鼓組上。
1993年，樂團在澳洲、日本以及歐洲的世界巡迴演出期間，於哥本哈根飯店召開了一場內部會議，最主要是那斯塔維奇（樂團的另一名鼓手，同時也是當時樂團裡蓋瑞最好的朋友）指責蓋瑞那些不得體的行為，不但毫無必要，甚至還嚴重影響了樂團演出的品質，而樂團中的其它三名成員，史蒂芬、坎柏格以及艾柏德則對此保持緘默。
最終蓋瑞同意離開樂團，由史蒂夫·衛斯特（馬克摩斯在Whitney of American Art 博物館認識的警衛）替換之。
他們的第二張專輯Crooked Rain, Crooked Rain於1994年發表。
此張專輯比起前一張處女作來得更貼近傳統搖滾樂，其中的主打單曲"Cut Your Hair"，是他們在主流商業市場中最成功的一首，不但在MTV以及電台中頻繁播放，他們也在脫口秀節目The Tonight Show With Jay Leno進行表演。這首歌的音樂錄影帶也在MTV的經典搞笑卡通節目－鱉四與大頭蛋中播放，並且被鱉四與大頭蛋稱作"混帳音樂"，要樂團"給我努力點"！
在這張專輯中有一首被受爭議的歌曲，"Range Life"的歌詞明顯批判了另類金屬樂團－非凡人物以及石廟嚮導合唱團，但主唱馬克摩斯堅稱那段歌詞只不過是玩笑話，是以一名老嘻皮的觀點去批評現在的搖滾樂，後來在現場演唱的版本中，樂團名稱還替換成「辣妹合唱團」、「數烏鴉合唱團」…等知名團體。
而非凡人物樂團團長比利．寇根（Billy Corgan）則揚言如果人行道樂團要在1994年的Lollapaloozaup音樂祭上演出的話，他們就要取消原本非凡人物預定要演出的場次。在之後的數年，馬克摩斯和比利兩人的唇槍舌戰、隔空交火也始終未歇。

### Wowee Zowee 和 Brighten the Corners
第三張專輯Wowee Zowee於Memphis所灌錄，並在1995年的4月11日發行。這張專輯的風格比起前兩張較為多變，融合了龐克、鄉村音樂以及民歌搖滾這些音樂元素在裡頭，歌曲也總是維持著人行道的一貫風格，大量使用許多非傳統的編曲形式創作。
那時馬克摩斯從專輯中所選出的單曲相當奇怪，他把原因怪罪在大麻身上。雖然他在最近的訪談中提到，Wowee Zowee是人行道樂團最後一張經典專輯，但吉它手坎柏格卻不這麼想，他說：「我們在製作專輯的過程中犯了許多錯誤，急著想要把太多東西塞進歌曲裡，但我們根本還沒準備好！我的意思是，如果在那時能再給我們半年時間，那專輯肯定會更不一樣。」
根據鼓手那斯塔維奇在Slow Century DVD裡的訪談中提到：在Wowee Zowee發售後，樂團便如往常一般，開始於各地進行巡迴表演。但這次卻因為團員們酗酒及喀藥的關係，常常無法正常的上台表演。
1995年於Lollapalooza音樂祭的演出期間，他們曾因為糟糕的演出，惹惱了許多樂迷們，後來的一些從樂迷間流出的「靴腳」（Bootleg）中，就記錄了台下的觀眾不但噓聲不斷，甚至還朝著他們丟擲石塊及爛泥巴，讓樂團不得不立即停止演出、狼狽退場，團員們也深知自己脫序的行為已引發眾怒，自稱是「一個毀了Lollapalooza音樂祭的糟糕樂團」。
第四張專輯Brighten the Corner於1997年釋出，製作人為米奇．伊斯特（Mitch Easter）。此專輯在總長度上較短，曲風也更為傳統，有向主流音樂市場靠攏之意。
馬克摩斯在Slow Century DVD中提到過，Brighten the Corner的作曲方向其實是為了向樂迷們證明，樂團在主流派系及傳統搖滾音樂的形式上也多有琢墨。
Brighten the Corner不但收錄了樂團最為知名的兩首單曲"Stereo"和"Shady Lane"，在銷售狀況上也比前幾張作品都來得要好上許多。
只不過，相對於樂團在事業上的成功，團員們彼此之間分劣的情況卻更加嚴重，這肇因於成員們各自將重心放在其它的音樂計劃、以及個人的家庭關係上。

### Terror Twilight
1999年，樂團開始製作他們的最後一張專輯"Terror Twilight"。
專輯的名稱是由鼓手包伯．那斯塔維奇所發想的，他在許多的訪談中透露這名稱的典故：「Terror Twilight指的是夕陽至黃昏時的一小段時間，這段時間對於交通安全可說是最危險的時刻了，因為在馬路上有一半的人這時會開大燈，而另一半的人不會，因此很容易就會發生意外事故。」
他在Slow Century DVD還表示，當時樂團為了專輯名稱是傷透了腦筋，最後由他所想出來的"Terror Twilight"以及另一個名稱" Farewell Horizontal"（典故來自於1989年由凱文．韋恩．吉特所寫的一本科幻小說的名字）作最後的決選。那斯塔維奇強烈支持自己所提的名稱：「我才不要用"Farewell Horizontal"來作為明年巡迴演出的名稱。」
樂團本來想自己承租錄音室灌錄唱片，他們選中了一間位在奧勒岡州波特蘭市的Jackpot! Studios錄音示。但是在過程中，馬克摩斯、艾柏德、那斯塔維奇、錄音室的員工以及馬克摩斯單飛後個人樂團裡的貝斯手Joanna Bolme常常只顧著玩Scrabble（一種文字拼圖遊戲），卻怠忽了專輯的製作。吉它手坎柏格在這段期間也倍感挫折，因為馬克摩斯老是打槍他所寫的新歌。
像是許多樂迷們心中的愛歌"For Sale: The Preston School Of Industry "和另一首由坎柏格所寫的新歌，到最後都被捨棄。
樂團也發現他們的進度過於緩慢，雖然已在錄音室待了兩個多禮拜，但專輯製作還是已接近停擺的狀態。所以他們決定雇用一名音樂製作人，希望他能協助完成專輯。
這次他們請到了大名鼎鼎的奈傑爾．蓋得里奇（Nigel Godrich），此人長期與英國另類搖滾天團電台司令（Radiohead），同時也是知名樂團Beck的專輯製作人。新官上任三把火，奈傑爾在一介入專輯製作後，就馬上發揮了他的影響力，他不但否決了樂團本來相中的錄音室（他認為那間不夠專業，像是個一般練團室），改到名為24-Track這間較為「先進且完整」的錄音室（這間同時也是他曾與Beastie Boys及R.E.M.等重要樂團合作時的工作場所），種種積極的作為讓團員們包括馬克摩斯、坎柏格以及那斯塔維奇等人都印象深刻！
那斯塔維奇對於蓋得里奇有此一說：「他提出了一個相當艱鉅的挑戰而且做得非常好！那就是他把重心全放在史蒂芬身上，我們其它人就被他拋在腦後。」而身為吉它手的坎柏格，對於史蒂芬老是退回他寫的新歌感到沮喪，在日後的訪談他回憶道：「Terror Twilight的製作過程一點也不有趣，是最難搞定的一張專輯。」

### 最後的巡迴演出以及樂團解散
在專輯推出後，他們開始為期六個月的巡迴演出，但在這期間團員們吵架的次數多到數不清，尤其是史蒂芬和其它團員之間相處極為不睦。史蒂夫．衛斯特在數年後的訪談中回憶道：「在前往演出場地的巴士上，史蒂芬會用外套蓋住頭，拒絕和所有人交談，並稱他自己是『小賤貨』。」
一些評論家此時也開始推測樂團可能已經快無法維持下去，因為人行道在演出曲目表上排進越來越多他們早期所作的歌曲，頗有告別演唱會的意味。
最後在1999年的科切拉音乐节的演出時，馬克摩斯拒絕上台（有一說是他病得無法開口唱歌），以至該場表演全程只有音樂演奏，沒有人聲。事後，那斯塔維奇召開了內部會議，史蒂芬才脫口而出：「我就是不想再繼續了。」
1999年的11月20日，於倫敦Brixton Academy上，樂團進行他們最後一次的演出，在表演過程中，史蒂芬將麥克風的線纏繞在手腕上當作手銬，並對台下的觀眾說：「這象徵著這幾年在樂團的日子。」
之後，他又在慶功宴上向所有人宣告人行道樂團即將解散。兩個禮拜後，唱片公司的發言人將這個消息通知新音乐快递雜誌：「人行道樂團因為以下五個原因，就此解散。1.家庭2.環遊世界3.網路時代來臨4.想跳舞5.引起注意。」
在2000年的夏季，馬克摩斯打電話給坎柏格，「你該在網站上宣佈咱們已經解散了才對。大家還是一直再問我們是不是已經解散，你知道我們已不再是同一個樂團了，對吧？」，而坎柏格則要史蒂芬打給其它樂團成員，正式宣佈解散這件事，但史蒂芬不肯，坎柏格只好自己來。史蒂夫．衛斯特稍後更坦承：「我從來沒接到過任何一個樂團成員的電話，正式告訴我樂團已經解散，我是透過網路才知道的。」
人行道樂團從此拉起布幕、走下歷史舞台，一個傳奇也就這麼的結束了。

## 专辑
- Slanted and Enchanted（英语：Slanted and Enchanted） (1992)
- Westing(by musket and sextant) (1993)
- Crooked Rain, Crooked Rain (1994)
- Wowee Zowee（英语：Wowee Zowee） (1995)
- Brighten the Corners（英语：Brighten the Corners） (1997)
- Terror Twilight（英语：Terror Twilight） (1999)